# Guille Giménez
Guillermo Giménez (Madrid, 26 de junio de 1973), más conocido como Guille Giménez, es un periodista español, principalmente célebre por sus locuciones deportivas en Movistar+; en especial, las de los partidos de la NBA junto a Antoni Daimiel.

## Biografía
Estudió periodismo en la CEU San Pablo cuando esta aún dependía de la Universidad Complutense de Madrid. Se inició profesionalmente en 1994 en Diario 16, para entrar en 1995 en Canal+, trabajando en el equipo de los programas Más Deporte y El día después, narrando partidos de rugby y fútbol australiano. Empezó en la temporada 2006-07 a narrar NBA junto a Ramón Fernández, tras la marcha de Andrés Montes a La Sexta. También ha narrado numerosos partidos de fútbol europeo durante los descansos de las temporadas NBA, como Premier League, Bundesliga o Eredivise.
Desde 2015 a 2018 presentó, junto a Daimiel y Piti Hurtado, el programa semanal de repaso a la competición Generación NBA.
Forma junto a Antoni Daimiel la dupla principal de narradores de NBA en Movistar+.